# 刺盖鰕虎鱼
刺盖鰕虎鱼（学名：Oplopomus caninoides）为鰕虎鱼科刺盖鰕虎鱼属的鱼类。分布于亚丁湾、波斯湾、菲律宾、印度尼西亚以及中国南海等海域。该物种的模式产地在安汶岛。